# Mühlenbecker Land
Mühlenbecker Land település Németországban, azon belül Brandenburgban. Lakosainak száma 15 438 fő (2023. december 31.). Mühlenbecker Land Glienicke/Nordbahn, Berlin, Wandlitz, Oranienburg, Hohen Neuendorf és Birkenwerder községekkel határos.

## Népesség
A település népességének változása:
| Lakosok száma | 14 293 | 14 996 | 15 126 | 15 513 | 15 573 | 15 438 |
|               | 2014   | 2017   | 2019   | 2021   | 2022   | 2023   |